# Lotus Bakeries
Lotus Bakeries is een Belgisch bedrijf dat in 1932 werd opgericht door Jan Boone Sr. Het is een familiebedrijf dat gegroeid is tot een internationale groep die actief is in zowel de categorie van koekjes en gebak als tussendoortjes. De aandelen van Lotus Bakeries zijn genoteerd op Euronext Brussels sinds 1988, met de Boone- en Stevensfamilie als meerderheidsaandeelhouders. De hoofdzetel is gelegen te Lembeke (Kaprijke) in het noorden van Oost-Vlaanderen.

## Geschiedenis
Lotus Bakeries werd opgericht in 1932 door bakker Jan Boone Sr. te Lembeke. Het Lotus speculooskoekje is een product dat zijn smaak dankt aan de karamellisatie tijdens het bakproces. In de jaren 1950 begon het bedrijf de koekjes individueel te verpakken voor horecazaken die ze zo konden presenteren als koekje bij de koffie. Korte tijd later, in 1960, werd het koekje ook aangeboden in de België omringende landen. Met de fusie van Lotus en Corona in 1974, wordt gebak geïntegreerd als onderdeel van de productie.
De populariteit van het verpakte koekje nam toe en leidde tot export naar Azië (1980), naar de VS via luchtvaartmaatschappijen (jaren 1990) en naar het Midden-Oosten (2000). Internationaal wordt het koekje Lotus Biscoff genoemd, een samentrekking van ‘Biscuit with coffee’ die als naam voor het eerst gebruikt wordt in 1986. Eind 2020 besloot het bedrijf ook in België, Nederland en Frankrijk de merknaam 'Biscoff' te gaan gebruiken voor het koekje.
Vanaf de jaren 1990 groeide het bedrijf gestaag verder met een aantal opeenvolgende integraties:
- 1999: Integratie van Suzywafels.
- 2006: Integratie van ontbijtkoek (Peijnenburg).
- 2008: Integratie van gemberkoekjes (Annas).

In 2008 werd de Lotus Speculoospasta gelanceerd, gevolgd door de introductie van Lotus IJs in 2009. In 2012 nam Lotus Bakeries het Dinosaurus-merk over en startte de eigen productie vanaf midden 2013. Tot dan werden deze nog - onder licentie van de vorige eigenaar - geproduceerd door LU in Herentals.
Vanaf 2015 werd Lotus ook actief in het segment van de tussendoortjes met de merken TREK, Nākd en vervolgens ook BEAR en Kiddylicious.
In 2019 werd een nieuwe productiefaciliteiten geopend in in Wolseley, Zuid-Afrika, waarmee ook de productie van de BEAR-tussendoortjes in eigen handen werd genomen. Later volgde een fabriek voor Lotus Biscoff in Mebane in de staat North Carolina in de Verenigde Staten, de eerste productieplaats van het Lotus-koekje buiten België.
In juli 2022 maakte het bekend te investeren in een nieuwe fabriek in Thailand. Wanneer de fabriek in 2026 in productie komt, zal het zich richten op de productie van Biscoff artikelen.
In juli 2024 werd de samenwerking met Mondelēz International bekendgemaakt. Mondelez zal het product Lotus Biscoff in India gaan produceren, distribueren en verkopen. Verder gaan de twee nieuwe chocoladekoekjes ontwikkelen waarin speculoos van Lotus is verwerkt. Dit begint in Europa met Milka-koekjes en vervolgens in het Verenigd Koninkrijk met Cadbury. De eerste nieuwe producten worden in 2025 verwacht en kan verder worden uitgebreid in andere regio's.

## Activiteiten
Lotus Bakeries verkoopt koekjes, gebak, banket, wafels, taarten en ontbijtkoek. Per jaareinde 2022 telde het bedrijf twaalf productiesites in België, Nederland, Frankrijk, Zweden, de Verenigde Staten en Zuid-Afrika. De producten worden wereldwijd verkocht via eigen verkoopvestigingen of via lokale distributeurs in ongeveer 50 landen. Het Verenigd koninkrijk is de grootste afzetmarkt, hier werd in 2022 bijna een kwart van de omzet gerealiseerd, België staat op de tweede plaats met zo'n 20% van de omzet.
Er zijn drie bedrijfsonderdelen, Lotus Biscoff, Lotus Natural Foods en Lotus Local Heroes. Lotus Biscoff, met producten onder dezelfde merknaam, vertegenwoordigde in 2023 iets meer dan de helft van de omzet. De twee andere onderdelen zijn nagenoeg even groot gemeten naar de omzet.
De meerderheid van de aandelen is in handen van de families Boone en Stevens, indirect via de Stichting van aandelen Lotus Bakeries.

### Merken en producten
Lotus Bakeries is wereldwijd actief met de merken Lotus, Lotus Biscoff, Dinosaurus, Peijnenburg, Annas, Nākd, TREK, BEAR en Kiddylicious. De groeimotor van het bedrijf is het speculooskoekje. De smaak van speculoos is inmiddels ook verwerkt in speculoospasta en ijs. Onder de merknaam Lotus wordt ook gebak en wafels aangeboden.
Koninklijke Peijnenburg is marktleider in ontbijtkoek in Nederland en Annas staat voor een typisch Zweedse specialiteit, pepparkakor: dunne, krokante koekjes met gember en kaneel. Onder de merken Nākd, TREK en BEAR biedt Lotus Bakeries tussendoortjes aan. Kiddylicious is een merknaam van snacks voor baby's en peuters.

### Resultaten
| Jaar | Omzet         | Netto- resultaat | Mede- werkers |
| Jaar | (× € miljoen) | (× € miljoen)    | Mede- werkers |
| ---- | ------------- | ---------------- | ------------- |
| 2012 | 288,5         | 25,8             | 1218          |
| 2013 | 332,3         | 27,9             | 1244          |
| 2014 | 347,9         | 36,8             | 1221          |
| 2015 | 411,6         | 45,6             | 1339          |
| 2016 | 507,2         | 62,5             | 1464          |
| 2017 | 524,1         | 64,6             | 1495          |
| 2018 | 556,4         | 67,9             | 1604          |
| 2019 | 612,7         | 75,8             | 2056          |
| 2020 | 663,3         | 82,5             | 2155          |
| 2021 | 750,3         | 90,7             | 2398          |
| 2022 | 877,5         | 103,3            | 2698          |
| 2023 | 1063,0        | 129,3            | 2984          |
| 2024 | 1231,9        | 152,5            | 3364          |

AB InBev ·
Ackermans & van Haaren ·
Aedifica ·
Ageas ·
Argenx ·
Azelis ·
Cofinimmo ·
D'Ieteren ·
Elia ·
GBL ·
KBC ·
Lotus Bakeries ·
Melexis ·
Montea ·
Sofina ·
Solvay ·
Syensqo ·
UCB ·
Umicore ·
WDP